# 張綱 (光緒進士)
張綱（？—？），福建省漳州府漳浦縣人，清朝政治人物、同進士出身。
光緒二十四年（1898年），参加光緒戊戌科殿試，登進士三甲174名。同年五月，著交吏部掣签分发各省，以知县即用。擔任浙江经署理处州府松阳县知縣。